# MV Agusta 500 6C GP
La MV Agusta 500 6C GP è una motocicletta da competizione costruita dalla casa varesina nel 1957.

## Il contesto
Al termine della stagione 1956, la MV Agusta aveva conquistato la vittoria nelle classi 500, 250 e 125. Tuttavia la successiva stagione si annunciava piena di preoccupanti incognite, soprattutto nella classe regina, dove le Moto Guzzi 500 8V e la Gilera 500 4C, pur non assistite dalla fortuna, avevano dimostrato un grande potenziale. 
Indeciso se percorrere la strada dell'affinamento evolutivo, come la Gilera, o dell'innovazione, come la Moto Guzzi, il conte Agusta optò per una duplice strategia che prevedeva lo sviluppo della vittoriosa "500 4C" e, contemporaneamente, la messa in cantiere di un nuovo motore plurifrazionato.

## La moto
I progetti esecutivi del nuovo motore esacilindrico frontemarcia con distribuzione bialbero, di schema simile al "4C", furono approntati nei primi mesi del 1956 e i lavori per la sua realizzazione, coperti dal massimo segreto e personalmente seguiti dal direttore sportivo Nello Pagani, procedettero alacremente fino ad arrivare alla prova in pista nell'estate del 1957, sul circuito di Monza. Per l'occasione, al fine di mantenere il totale riserbo, fu lo stesso Pagani a rivestire i panni di pilota per le operazioni di collaudo.
Il motore con blocco e testa in lega leggera, era dotato di cilindri separati con camicia in ghisa. Per l'alimentazione erano stati scelti sei carburatori Dell'Orto SS26A. Il telaio era stato derivato dalla "500 4C": un doppia culla in tubi d'acciaio, apribile anteriormente per facilitare le operazioni di montaggio e manutenzione.
Il test diede risultati incoraggianti, sia per le doti ciclistiche, pur necessitanti di miglioramento, sia per la potenza del propulsore che con i suoi 75 Cv a 15.000 giri/min consentiva una velocità massima di 240 km/h.

## Debutto e abbandono
La "500 6C" esordì durante le prove del GP delle Nazioni 1957, ma non corse perché ritenuta ancora acerba. Nel 1958 fu testata a Modena e Monza da John Surtees, per fare il suo debutto ufficiale nel Motomondiale al GP delle Nazioni, ultima gara stagionale.
La moto venne affidata al pilota britannico John Hartle che fu costretto al ritiro per la rottura di una biella (alla stampa fu invece dichiarato un indurimento del cambio) dopo diciannove dei trentacinque giri previsti.
Il lavoro di sviluppo del motore e del telaio ripresero, ma l'annuncio del Patto di astensione aveva già radicalmente mutato l'equilibrio delle forze in campo, consegnando alla MV Agusta una posizione di supremazia tecnica che mantenne per oltre un decennio. Inoltre Surtees (come racconterà decenni dopo Arturo Magni, dal 1950 al 1976 al reparto corse MV) non gradiva la sei cilindri, più larga e pesante della "quattro".
La sei cilindri riapparve durante le prove del "Nazioni" 1959, ma non fu utilizzata; l'ultima evoluzione della "500 6C" fu approntata nei primi mesi del 1960, per essere definitivamente abbandonata, vista l'intervenuta inutilità di sostenerne gli elevati costi di sviluppo.

## Fonti
- Roberto Patrignani, Mario Colombo, Moto MV Agusta, Giorgio Nada Editore, Vimodrone, 1991
- Carlo Perelli, Solo una volta in battaglia, Motociclismo d'Epoca 7/2008, pagg. 78-87.